# Finály Henrik

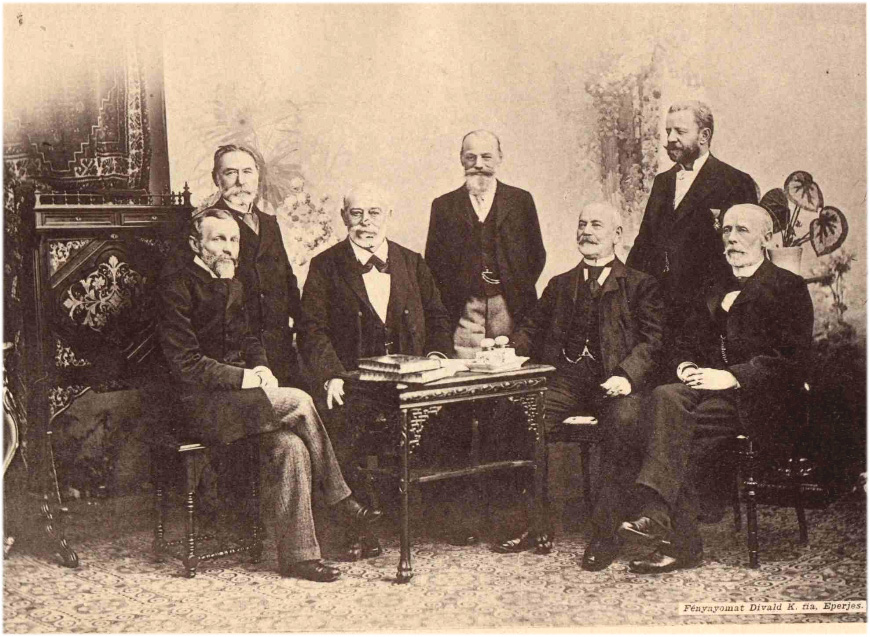
Állnak (balról jobbra): Gámán Zsigmond. Groisz Gusztáv, Kiss Sándor (igazgató) Ülnek (balról jobbra): Sigmond Dezső (alelnök), Finály Henrik (elnök), Korbuly Bogdán, Albach Géza

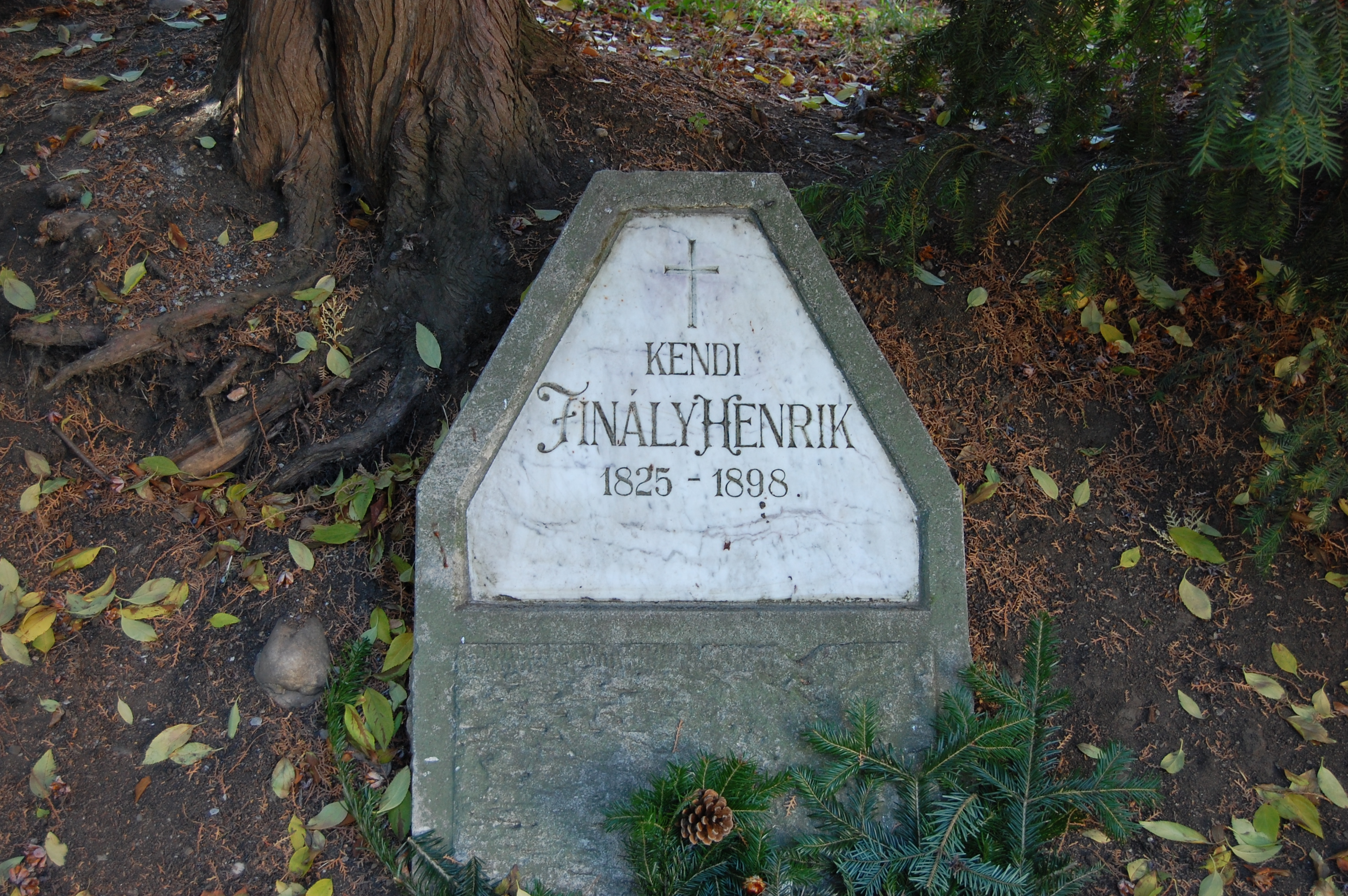
Sírköve a Házsongárdi temetőben

Kendi Finály Henrik, születési nevén Finály Henrik Lajos (Óbuda, 1825. január 16. – Kolozsvár, 1898. február 13.) magyar klasszika-filológus tanár. A Magyar Tudományos Akadémia levelező tagja és az Erdélyi Múzeum-Egyesület titkára. Ő írta a métert ismertető első magyar nyelvű könyvet.

## Életpályája
Itáliai eredetű, nagyon tehetős óbudai zsidó iparoscsalád gyermekeként született. A gimnáziumot a pesti piaristáknál, illetve az ágostai evangélikusoknál végezte. 1841-től Bécsben mérnöki tanulmányokat folytatott, emellett az egyetemen felsőbb matematikát és csillagászatot is hallgatott. Az ókori irodalom volt az egyik kedvenc tárgya.
1848 húsvétján hazatért Budapestre, és tanári állásért folyamodott, de báró Eötvös József azt mondta neki, hogy most nem professzorokra, hanem katonákra van szüksége a hazának. Erre beállt honvédtüzérnek, és a schwechati csatában mint irányzó vett részt. A világosi fegyverletétel után Soborsinnál főhadnagyi rangban esett fogságba; elvitték Aradra, besorozták és Olaszországba küldték, ahol a 34. gyalogezredbe került közlegénynek. 1850-ben leszerelték és hazament Pestre, de mint rendőri felügyelet alatt álló egyén nem kapott állást.
Először magánórák adásával foglalkozott, majd 1851 januárjában nevelőnek állt gróf Bethlen János fiai mellé. A grófnak ugyanebben az évben bekövetkezett halála után növendékeivel Erdélybe ment, és miután az özvegy grófné elhatározta, hogy Kolozsvárott marad, az ő kérésére Finály is ott maradt. Itt már 1852-ben elvállalta az alsóbb kereskedelmi iskola vezetését. 1853-ban lemondott nevelői állásáról, és készült visszatérni Pestre, amikor dr. Haynald Lajos püspök kinevezte tanárnak a kolozsvári római katolikus gimnáziumhoz, és ezzel Kolozsvárott marasztotta. 1856-ban az erdélyi gazdasági egylet titkárává választották; 1857-ben az erdélyi múzeum-egylet szervezésére és alapítására alakított bizottság jegyzője lett. 1858-ban a Magyar Tudományos Akadémia levelező tagjává választották, bár kikeresztelkedett, de Ballagi Mór után ő volt a második zsidó származású, aki bekerült a magyar akadémikusok közé. 1859-ben az Erdélyi Múzeum-Egyesület titkára lett, 1860-ban lemondott a tanári állásáról, és az erdélyi királyi főkormányszéknél gróf Mikó Imre erdélyi kormányzó mellett elnöki fogalmazó lett. E hivataláról 1863-ban lemondott, amikor a múzeum-egylet megválasztotta a régiség- és éremtár őrévé. 1868-ban átvette a római katolikus líceum nyomdájának vezetését, és ekkor a kolozsvári kereskedelmi és iparkamara megválasztotta elnökének. A nyomdát 1871-ben átadta.
1872-ben az új kolozsvári egyetem nyilvános rendes tanárává nevezték ki. 1874–1875-ben az egyetem rektora volt,
az 1876–77-es és 1887–88-as években pedig a bölcsészettudományi kar dékánja.
A római Istituto di Correspondenza Archaeologica levelező tagja, illetve az erdélyi országos gazdasági egylet és a román népművelő egylet tiszteletbeli tagja volt.
A Házsongárdi temetőbe temették, de sírja már nincs meg, csupán a megmentett sírköve látható a lutheránus temetőrész elején.

## Művei
- A polgár és kereskedő számvetése. Kolozsvár, 1853. (Első magyar könyv, amely a méterrendszert ismertette.)
- A váltórendtartás az uj váltótörvény értelmében. Kolozsvár, 1855.
- Latin-magyar iskolai szótár. Kolozsvár, 1858. (Régeni Istvánnal írta, ennek halála után egyedül szerkesztette.)
- A magyar ige időformáiról. Pest, 1860. (Székfoglaló. M. Akad. Ért. I. oszt. Nyelv-tud.)
- A régi magyar súlymérték. Adalék a hazai pénzverés történetéhez. Kolozsvár, 1868. (Különnyomat az Erdélyi Muzeum-Egylet Kiadványaiból IV.)
- Az erdélyi muzeum-egylet évi tudósítása 1866—67. Kolozsvár. 1868.
- Adalékok a magyar rokonértelmű szók értelmezéséhez. Budapest, 1870. (Értekezések a nyelv-tud. kör. II. 4.)
- Emlékbeszéd dr. Szabó József felett. Kolozsvár, 1873. (Különnyomat az Erd. Muz-Egyl. Évkönyvéből VIII. és Kiadványaiból VI.)
- Emlékbeszéd Engel József felett. Bpest, 1873. (Értek. a nyelv- és széptud. kör. III. 5.)
- Mi minden telhetik egy lelkes néptanítóból. Kolozsvár, 1877. (Különny. a Család és Iskolából.)
- Der altrömische Kalender. Eine Studie. Budapest, 1882. (Különnyomat az Ung. Revue-ből.)
- Az ókori súlyokról és mértékekről. Budapest, 1883.
- A latin nyelv szótára. A kútfőkből, a legjobb és legújabb szótárirodalomra támaszkodva. Budapest, 1884.
(Ezt a művét 1991-ben reprint kiadásban újra kiadta az Editio Musica )
- Hogy is mondják ezt magyarul? Előadások a magyar nyelv köréből. Budapest, 1888. (Ism. M. Nyelvőr 1891.)
- A besztercei szószedet. Budapest, 1892. (Értek. a nyelv- és széptud. kör. XVI. 1. Ism. Századok.)

## Műfordításai
- Mionette, regény Müller Jenőtől, franciából. Kolozsvár, 1859.
- Diótörő és egérkirály, rege. Hoffmann E. T. A. eredetije után a magyar ifjuságnak magyarul regéli. Budapest, 1873.